# Altagnana
Altagnana is een plaats (frazione) in de Italiaanse gemeente Massa.